# 기본값
컴퓨터 과학에서 기본값, 디폴트(default), 팩토리 프리셋(factory presets or presets)은 응용 소프트웨어나 컴퓨터 프로그램 또는 장치에서 사용자의 개입이 없을 때나 사용자의 선택이 없을 때를 대비해 자동으로 미리 할당되는 설정 또는 값이다. 옥스포드 영어사전에 따르면, 이는 1960년대 중반부터 예전 의미인 불이행의 변형으로 사용되기 시작했다.
기본값은 일반적으로 장치 (또는 제어)를 즉시 사용 가능하게 하기 위해 사용되며, 일반적으로 공통 설정(또는 적어도 사용 가능한 설정)이 할당된다. 대부분의 경우 이러한 할당은 설정을 좀 더 적당한 값으로 만들어준다.

## 예제

### 응용 소프트웨어 설정
기본값의 사용 예제 중 하나는 응용 소프트웨어의 초기 설정이다. 예를 들어, 사용자가 처음으로 어떤 응용 프로그램을 실행할 때 사용자의 주소를 대한민국으로 설정해 놓을 수 있다. 이러한 기본 설정은 해당 응용 프로그램에서 대부분의 사용자가 한국에 있을 경우에 적합하다. 만일 사용자가 한국이 아닌 다른 국가를 선택할 경우 기본 설정은 무효화되며, 이후에 해당 사용자나 컴퓨터가 응용 프로그램을 다시 사용하게 되면 새로 선택한 국가가 새로운 설정으로 보여지게 된다. 인터넷 프로그램에서는 사용자가 다음 실행에 대한 기본값을 변경하면 해당 정보는 컴퓨터의 인터넷 쿠키 등에 저장된다. 마이크로소프트 윈도우에서 기본 파일 연결은 파일 유형이 있는 애플리케이션에 연결된다.

### 텔레비전과 컴퓨터 모니터
대부분의 텔레비전 또는 컴퓨터 모니터에는 "공장 초기설정 복원" 버튼이 있다. 이 버튼은 밝기, 명암, 색상 등을 제조사가 권장하는 초기 설정 상태로 복원하며, 사용자가 설정값을 잘못 조정했을 경우에 사용할 수 있다. 공장 초기설정 복원 이후에 미세한 조정이 필요할 수도 있지만, 현재의 임의 설정보다는 원하는 설정에 훨씬 가까운 설정이 될 수도 있다.

## 응용 소프트웨어에서의 사용
응용 소프트웨어에서 기본값을 사용할 경우 다음과 같은 두 가지 목적을 달성할 수 있는데, 이러한 두 가지 목적은 종종 서로 충돌을 일으키기도 한다.
- 최소한의 사용자 상호 작용이 필요할 경우. 주로 가장 많이 선택하는 옵션을 기본값으로 설정하면 이 목적을 달성할 수 있다.

- 패널 입력 오류를 최소화해야 할 경우. 보통 사용자는 기본값이 잘못되었다 하더라도 이를 수정하지 않고 그대로 놔두는 경우가 많으므로, 기본값 사용시 오류가 증가하는 경향이 있다. 이러한 경우에도 오류값을 확인 할 수만 있다면 그다지 심각한 문제가 되지는 않는다. 예를 들어, 배송 국가의 경우 도로명주소 또는 우편번호와 비교하는 방법으로 값의 유효성을 확인할 수 있으며, 잘못되었을 경우에는 오류창을 표시하여 사용자가 수정하도록 유도할 수도 있다.

개개인의 성별과 같이, 주로 가장 많이 선택하는 옵션이 정해져 있지 않거나 다른 정보로 확인이 불가능 한 경우에는 기본값이 제공되지 않아야 한다. 하지만 어떤 소프트웨어에서는 기본값이 꼭 제공되어야 하는 경우도 있으므로 주의해야 한다.

## 컴퓨터 언어에서의 사용
C 계열 언어의 대부분은 (ISO-C99에서 정의하는 C 언어 그 자체를 제외하고) 함수에서 default 매개변수를 가질 수 있으며, 이 경우 함수를 호출하는 부분에서 해당 매개변수를 생략하고 호출 할 수 있다.
C 언어와 이를 기반으로 한 다른 프로그래밍 언어에서, switch 문은 여러 개의 선택으로 분기해서 동작하기 위해 사용된다. 이때 default 키워드를 사용하면 다른 매치되는 케이스가 없을 경우에 동작하게 할 수 있다.
포트란의 함수 선언에서 사용되는 INIT 매개 변수는 항상 해당 변수의 초기 기본값을 정한다.

## 운영 체제에서의 사용
초기 운영 체제 에서는 보통 사용자가 다양한 매개 변수와 옵션을 포함한 짧은 명령어를 입력하는 명령 줄 인터페이스(CLI) 방식을 사용했다. 예를 들어 디스크 작업을 위해서는 주로 디스크 이름이나 드라이브 번호(또는 문자)를 입력해야 했는데, 초기 버전의 MS-DOS에서는 default 값이 주로 첫 번째 플로피 드라이브(A:)였으며, 하드 디스크 드라이브를 지원하는 이후 버전에서는 하드 디스크 드라이브(C:)로 변경되었다.
이러한 새 버전의 DOS는 종종 예상치 못한 결과를 불러왔는데, 아래와 같은
FORMAT [no options] <CR>
명령어는 기본적으로 하드 디스크 드라이브(C:)를 포맷해 버렸으며, 이는 플로피 디스크를 삽입하고 단지 디스크의 디렉토리(DIR)를 보려던 사용자에게 디렉토리가 없다고 알려주어 사용자를 당황하게 했다. 초기 버전의 MS-DOS는 default 가 첫 번째 플로피 드라이브였지만, 하드 디스크 드라이브가 사용되던 때에는 MS-DOS의 디자이너들이 기본값을 사용 빈도가 가장 높은 드라이브로 설정하는 것이 더 편리하다고 생각했기 때문에 생긴 문제였다. 개발자들은 운영 체제를 쉽게 다시 설치할 수 있었기 때문에 이를 지우는 것이 큰 문제가 되진 않았지만, 운영 체제와 함께 수 개월 분량의 작업을 고스란히 날려버린 고객들에게는 치명적일 수 있었다.

## 같이 보기
- 놀람 최소화 원칙
- 설정보다 관습